# St. Clemens (Oberberghausen)
Die Filialkirche St. Clemens, auch als Waldkapelle Oberberghausen bezeichnet, ist eine kleine katholische Kirche in der Wüstung Oberberghausen in der Gemeinde Kranzberg in Oberbayern.

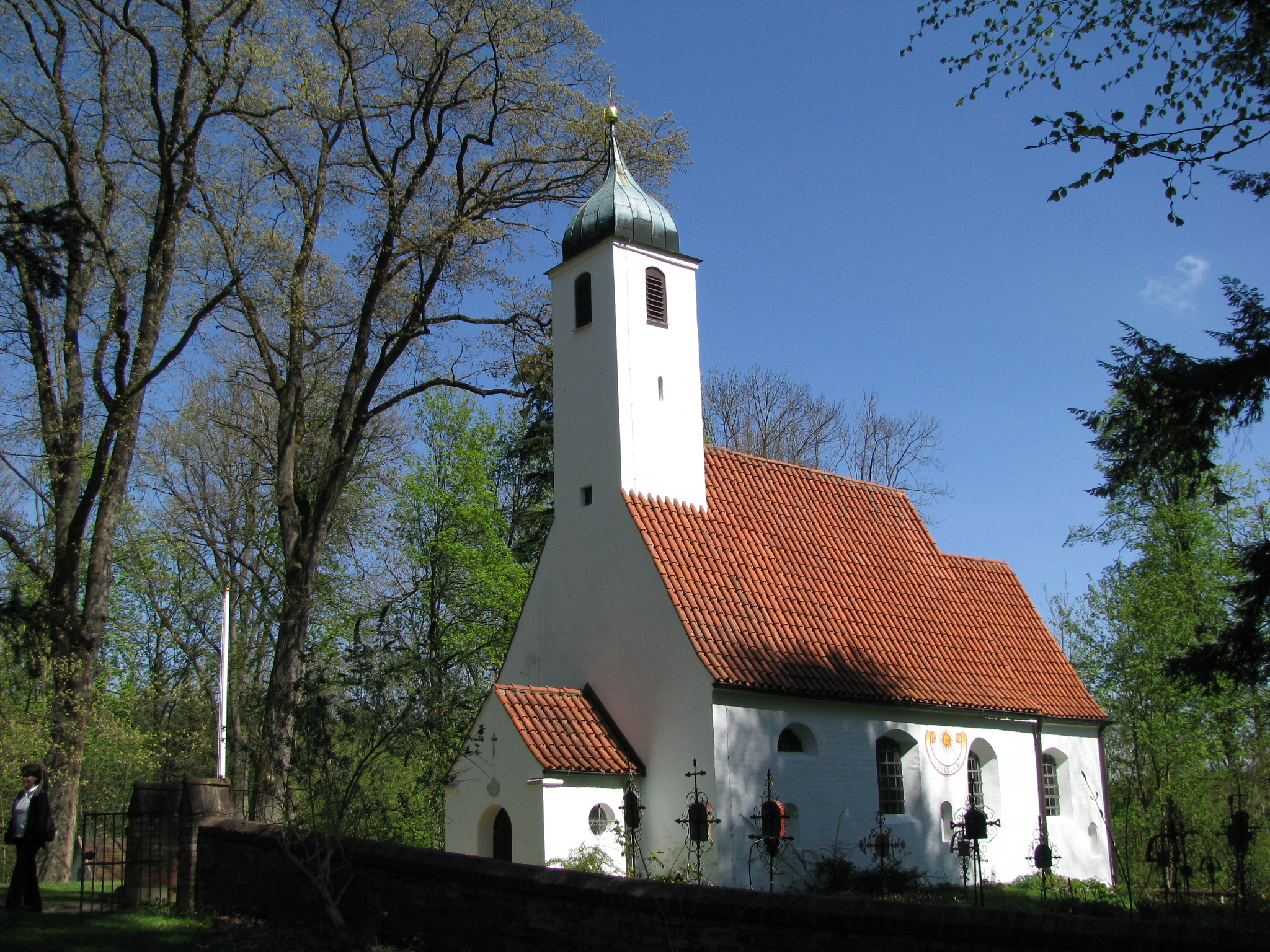
Filialkirche St. Clemens

Die Kirche ist dem hl. Clemens von Rom geweiht. Die Kirche, die Ausstattung der Kirche, die schmiedeeisernen Grabkreuze auf dem Friedhof und die Friedhofsmauer stehen unter Denkmalschutz.

## Lage
Die Kirche mit Dachreiter und kleinem Vorzeichen im Westen als Eingangshalle steht etwa 1250 Meter südwestlich von Ampertshausen auf einer sanften Anhöhe in einer Lichtung des Kranzberger Forstes. Sie ist außer zu gelegentlichen Gottesdiensten geschlossen.

## Architektur und Ausstattung
Die heutige Kirche ist im Kern (Langhaus) romanisch, wurde jedoch im 18. Jahrhundert barock überformt. Die Ausstattung der Kirche stammt ebenfalls aus der Barockzeit. Am Hochaltar sind die beiden, das Altarbild flankierenden Figuren, in der Kaschiertechnik gearbeitet. Dabei wurden im 17. Jahrhundert in Leim getränkte Stoffbahnen auf einem Holzbrett so geformt, dass sie nach der Bemalung wie geschnitzt wirkten. Das Gebäude ist an drei Seiten von einem ummauerten Friedhof umgeben, auf dem sich 28 schmiedeeiserne Grabkreuze aus dem 18. und 19. Jahrhundert befinden.

## Geschichte
Vermutlich stand schon im frühen 6. Jahrhundert hier eine kleine, hölzerne Kapelle. Der Name „Perechhusa“ taucht urkundlich erstmals 926 im Rahmen eines Tauschgeschäftes zwischen Bischof Wolfram und dem Edlen und Ritter Adalhoh auf. Die heutige Kirche wurde vermutlich im 11. Jahrhundert errichtet, kurz nachdem die „Güter von Pergkhausen“ unter dem Freisinger Bischof Egilbert (1006–1039) als Lehen an das Benediktinerkloster Weihenstephan gelangt waren. In den Jahrzehnten nach 1140 ist die Blütezeit des Ortes anzusetzen. Mit der Säkularisation gingen die umliegenden Grundstücke (Wald) an den Bayerischen Staat über und wurden so Staatswald.

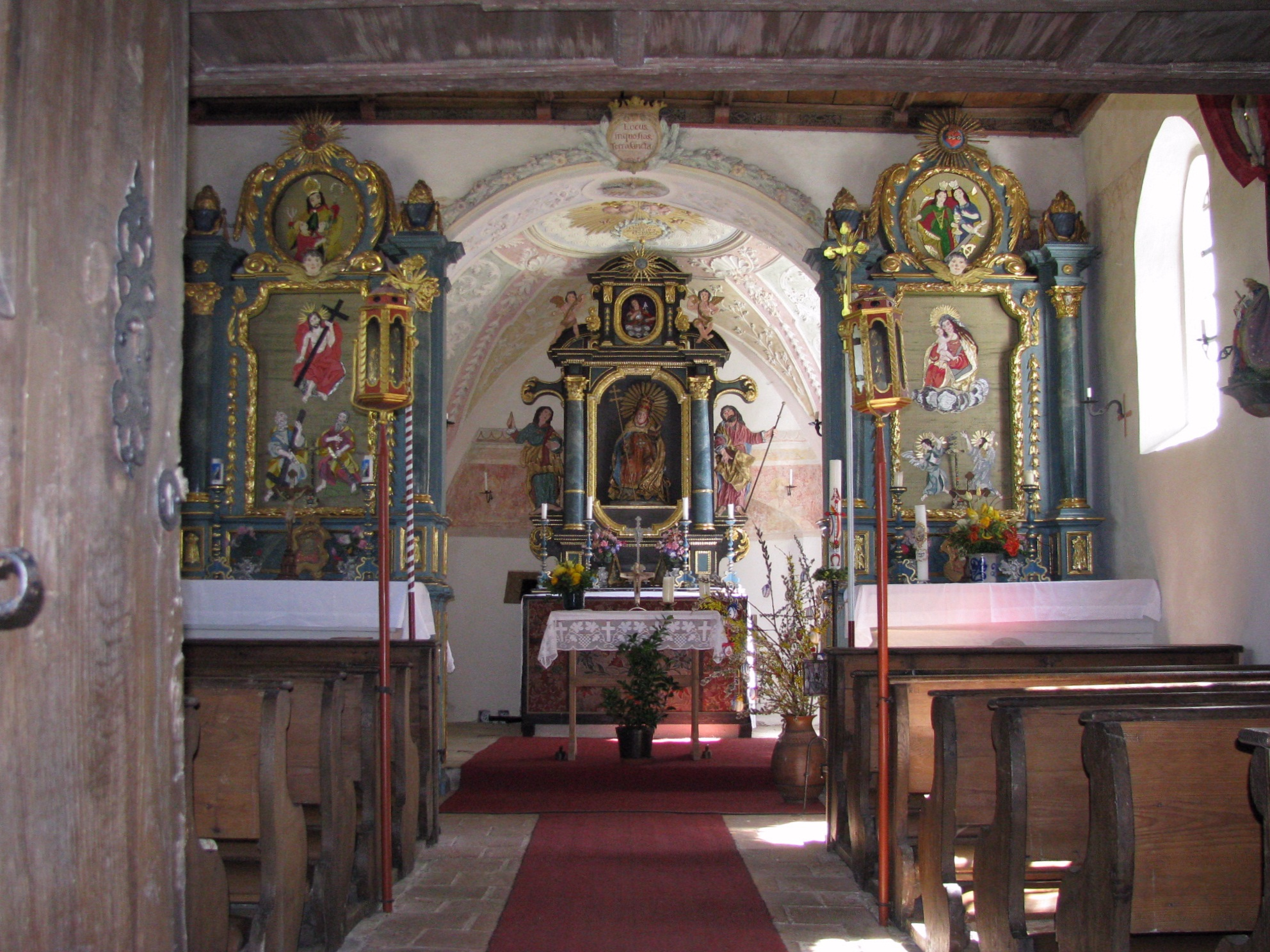
Innenraum der Kirche

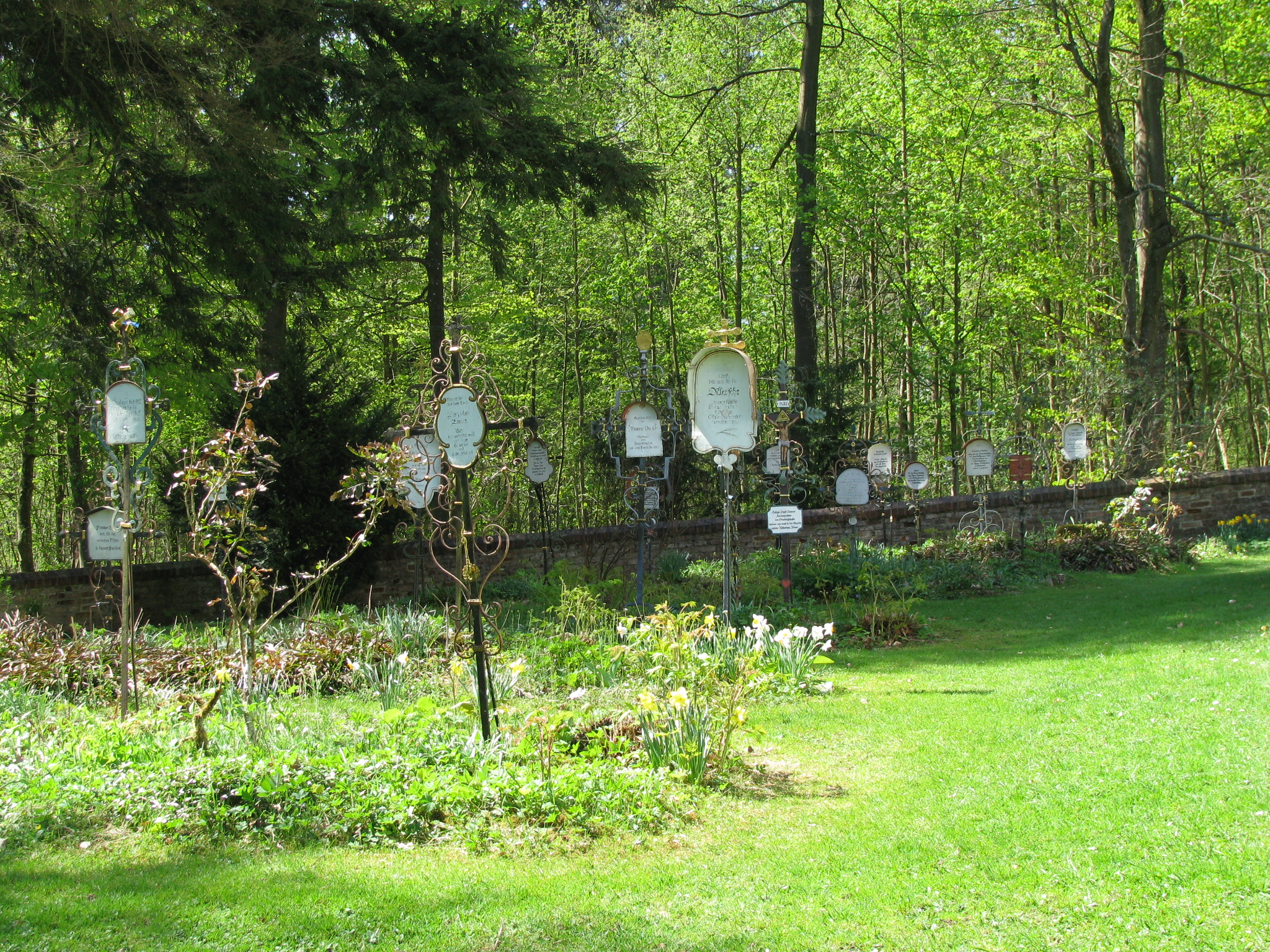
Friedhof mit schmiedeeisernen Grabkreuzen

Die heutige „Waldkapelle“ diente bis Ende des 19. Jahrhunderts den vier seit dem 16. Jahrhundert nachweisbaren Bauerngehöften des Weilers Oberberghausen als Dorfkirche. Die Höfe bestanden aus jeweils drei bis vier Gebäuden, die Ortsflur umfasste 1810 etwa 85 Hektar und war umgeben von Staatswald. In ihm wurden erstmals um 1877 Versuche mit fremdländischen Baumarten unternommen. Um 1880 nahm dann die Idee Gestalt an, im Kranzberger Forst eine Weidenkultur anzulegen. Ziel war es, neue Erwerbsmöglichkeiten für die Bevölkerung zu schaffen. Um eine geschlossene Fläche (Staatsforst und Dorf) zu schaffen, sollten die Bauern verkaufen. Die Bauern widersetzten sich zunächst den Kaufabsichten der Forstverwaltung, konnten aber mit Duldung der königlich-bayerischen Regierung zum Verkauf ihres Eigentums „bewegt“ werden. 1883 wurde die nunmehr nutzlose Kirche der Pfarrei Wippenhausen eingegliedert. Der letzte Bewohner des Dorfes, Josef Reichart, verließ 1884 seinen Hof.
Im selben Jahr wurde mit der Anlage des Weidengartens begonnen, der später einmal 800 Arten und Sorten umfassen sollte . Für kurze Zeit wurden die Weidenanbauten im Kranzberger Forst zum Anziehungspunkt für Forstleute aus aller Welt. Es wurden Wirtschaftsgebäude errichtet und Unterkunfts- und Verpflegungsmöglichkeiten geschaffen. Am 21. Juli 1884 erfolgte die Einweihung des „Weidenbusches“ mit vielen überlieferten Lobesreden und Versprechungen. Der Ertrag blieb jedoch weit hinter den Erwartungen zurück (z. B. im Jahr 1898 nur 350 Mark statt der erwarteten 9.000 bis 12.000 Mark jährlichen Reinerlöses). Die Begeisterung verflog entsprechend schnell. Übrig geblieben sind ein Wald mit „Exoten“ aus dieser Zeit, der von den Bayerischen Staatsforsten als Bayerisches Landesarboretum gepflegt und weiter ausgebaut wird. Es gibt einen Informationspavillon.
In der Folge verfiel die ehemalige Dorfkirche. Erst auf Initiative von Georg Klebel (1852–1943), einem königlichen Professor an der Realschule Freising, wurde sie wieder instand gesetzt. Heute kümmert sich der Verein zur Erhaltung der Waldkirche Oberberghausen um die Pflege des Bauwerks.
Die Kirche wird nur noch gelegentlich für Gottesdienste und für Trauungen genutzt. Bänke existieren im Westen und Norden der Kirche. Eine Freilicht-Aufführung der Laienbühne Freising e.V. fand 2005 statt. Die damals sehr erfolgreiche Interpretation des Ludwig-Thoma-Dramas Magdalena wurde von Juli bis August 2011 wiederholt.